# رستوران‌دار
رستوران‌دار (انگلیسی: Restaurateur) شخصی است که به‌طور حرفه‌ای رستورانی را تأسیس و اداره می‌کند. اگرچه در طی زمان این اصطلاح توصیف کنندهٔ هر شخصی شده که رستوران دارد، به‌طور سنتی این واژه به یک متخصصِ بسیار ماهر اشاره دارد که در همهٔ زمینه‌های تجارت رستوران کارکشته است.